# Wiesław Tokarz
Wiesław Wawrzyniec Tokarz (ur. 10 sierpnia 1951 w Nowym Targu) – polski hokeista, olimpijczyk.

## Życiorys
Absolwent AWF w Katowicach.

## Kariera sportowa
Napastnik Podhala Nowy Targ, GKS Katowice, Zagłębia Sosnowiec oraz klubów niemieckich. Sześciokrotny mistrz Polski - 1971, 1972 (w barwach Podhala), 1980-1983 (w Zagłębiu). W polskiej lidze wystąpił w 407 meczach zdobywając 234 bramek.
W reprezentacji Polski zagrał 76 razy strzelając 22 gole. Wystąpił w Igrzyskach Olimpijskich w Sapporo w 1972 oraz w czterech turniejach o mistrzostwo świata, w tym trzy razy w grupie A (1973, 1974, 1975).
Jego brat Leszek został również hokeistą i olimpijczykiem z Sapporo.

## Odznaczenia
- Złoty Krzyż Zasługi (2005)[1]